# Eliminatórias da Copa do Mundo FIFA de 2026 – CAF
A zona africana (CAF) das Eliminatórias da Copa do Mundo FIFA de 2026 será disputada entre novembro de 2023 e novembro de 2025. Nove equipes tem vaga direta para a Copa do Mundo FIFA de 2026.

## Formato
Devido a nove equipes CAF agora se classificando diretamente em vez de cinco, o Comitê Executivo da CAF anunciou um novo formato de qualificação em 19 de maio de 2023. As equipes serão sorteadas em nove grupos de seis equipes. O vencedor de cada grupo se classificará diretamente para a Copa do Mundo, enquanto os quatro melhores segundos colocados do grupo participarão de play-offs para determinar qual equipe avançará para os play-offs entre confederações.
- Fase de Grupos: Nove grupos de seis equipes jogarão em partidas de ida e volta. Os vencedores dos grupos se classificarão para a Copa do Mundo FIFA de 2026.
- Play-off: Os quatro melhores segundos classificados do grupo serão sorteados em play-offs para determinar o representante da CAF nos play-offs interconfederações.

| Fase           | Rodadas   | Data                      |
| -------------- | --------- | ------------------------- |
| Fase de Grupos | Rodada 1  | 13–21 de novembro de 2023 |
| Fase de Grupos | Rodada 2  | 13–21 de novembro de 2023 |
| Fase de Grupos | Rodada 3  | 5–11 de junho de 2024     |
| Fase de Grupos | Rodada 4  | 5–11 de junho de 2024     |
| Fase de Grupos | Rodada 5  | 17–25 de março de 2025    |
| Fase de Grupos | Rodada 6  | 17–25 de março de 2025    |
| Fase de Grupos | Rodada 7  | 1–9 de setembro de 2025   |
| Fase de Grupos | Rodada 8  | 1–9 de setembro de 2025   |
| Fase de Grupos | Rodada 9  | 6–14 de outubro de 2025   |
| Fase de Grupos | Rodada 10 | 6–14 de outubro de 2025   |
| Play-off       | Semifinal | 10–18 de novembro de 2025 |
| Play-off       | Final     | 10–18 de novembro de 2025 |

## Sorteio
O sorteio foi realizado em 13 de julho de 2023 em Abidjã, Costa do Marfim. Todas as 54 associações afiliadas à FIFA e a CAF entraram na qualificação.
Os potes do sorteio foram anunciados em 30 de junho (os números entre parênteses indicam o Ranking Mundial da FIFA no momento do sorteio).
| Pote 1 | Pote 2 | Pote 3 |
| --- | --- | --- |
| - Marrocos (13) - Senegal (18) - Tunísia (31) - Argélia (33) - Egito (34) - Nigéria (39) - Camarões (43) - Mali (50) - Costa do Marfim (51)                        | - Burquina Fasso (55) - Gana (59) - África do Sul (62) - Cabo Verde (66) - RD Congo (69) - Guiné (80) - Zâmbia (84) - Gabão (85) - Guiné Equatorial (91) | - Uganda (92) - Benim (93) - Mauritânia (99) - Quénia (105) - Congo (106) - Madagascar (107) - Guiné-Bissau (111) - Namíbia (112) - Angola (114)                   |
| Pote 4 | Pote 5 | Pote 6 |
| - Moçambique (117) - Gâmbia (119) - Serra Leoa (120) - Togo (122) - Tanzânia (123) - Zimbabwe (124) - República Centro-Africana (125) - Malawi (126) - Líbia (127) | - Níger (128) - Comores (130) - Sudão (131) - Ruanda (139) - Burundi (140) - Etiópia (143) - Essuatíni (146) - Botsuana (147) - Libéria (148)            | - Lesoto (152) - Sudão do Sul (168) - Maurícia (180) - Chade (181) - São Tomé e Príncipe (187) - Djibouti (193) - Seicheles (196) - Eritreia (198) - Somália (199) |

## Fase de grupos
As equipes foram divididas em nove grupos de seis equipes e disputarão partidas de ida e volta de novembro de 2023 a outubro de 2025. Os vencedores de cada grupo se classificarão diretamente para a Copa do Mundo FIFA de 2026 e os quatro melhores segundos colocados do grupo avançarão para um play-off para determinar qual equipe avançará para os play-offs entre confederações.

### Grupo A
| Pos | Equipe         | Pts | J | V | E | D | GP | GC | SG  | Classificado               |     |     |     |     |     |     |     |
| --- | -------------- | --- | - | - | - | - | -- | -- | --- | -------------------------- | --- | --- | --- | --- | --- | --- | --- |
| 1   | Egito          | 16  | 6 | 5 | 1 | 0 | 14 | 2  | +12 | Copa do Mundo FIFA de 2026 |     | —   | 2–1 | 1–0 | set | out | 6–1 |
| 2   | Burquina Fasso | 11  | 6 | 3 | 2 | 1 | 13 | 7  | +6  | Possível play-off          |     | set | —   | 2–2 | out | 1–1 | 4–1 |
| 3   | Serra Leoa     | 8   | 6 | 2 | 2 | 2 | 7  | 7  | 0   |                            |     | 0–2 | out | —   | set | 3–1 | 2–1 |
| 4   | Etiópia        | 6   | 6 | 1 | 3 | 2 | 7  | 7  | 0   |                            | 0–2 | 0–3 | 0–0 | —   | out | 6–1 |     |
| 5   | Guiné-Bissau   | 6   | 6 | 1 | 3 | 2 | 5  | 7  | −2  |                            | 1–1 | 1–2 | set | 0–0 | —   | set |     |
| 6   | Djibouti (Z)   | 1   | 6 | 0 | 1 | 5 | 4  | 20 | −16 |                            | out | set | out | 1–1 | 0–1 | —   |     |

### Grupo B
| Pos | Equipe       | Pts | J | V | E | D | GP | GC | SG | Classificado               |     |     |     |     |     |     |     |
| --- | ------------ | --- | - | - | - | - | -- | -- | -- | -------------------------- | --- | --- | --- | --- | --- | --- | --- |
| 1   | RD Congo     | 13  | 6 | 4 | 1 | 1 | 7  | 2  | +5 | Copa do Mundo FIFA de 2026 |     | —   | set | out | 1–0 | 1–0 | 2–0 |
| 2   | Senegal      | 12  | 6 | 3 | 3 | 0 | 8  | 1  | +7 | Possível play-off          |     | 1–1 | —   | set | 2–0 | 4–0 | out |
| 3   | Sudão        | 12  | 6 | 3 | 3 | 0 | 8  | 2  | +6 |                            |     | 1–0 | 0–0 | —   | 1–1 | 1–1 | out |
| 4   | Togo         | 4   | 6 | 0 | 4 | 2 | 4  | 7  | −3 |                            | out | 0–0 | set | —   | 1–1 | 2–2 |     |
| 5   | Sudão do Sul | 3   | 6 | 0 | 3 | 3 | 2  | 10 | −8 |                            | set | out | 0–3 | out | —   | 0–0 |     |
| 6   | Mauritânia   | 2   | 6 | 0 | 2 | 4 | 2  | 9  | −7 |                            | 0–2 | 0–1 | 0–2 | set | set | —   |     |

### Grupo C
| Pos | Equipe        | Pts | J | V | E | D | GP | GC | SG | Classificado               |     |     |     |     |     |     |     |
| --- | ------------- | --- | - | - | - | - | -- | -- | -- | -------------------------- | --- | --- | --- | --- | --- | --- | --- |
| 1   | África do Sul | 13  | 6 | 4 | 1 | 1 | 10 | 5  | +5 | Copa do Mundo FIFA de 2026 |     | —   | out | 2–1 | set | 2–0 | 3–1 |
| 2   | Ruanda        | 8   | 6 | 2 | 2 | 2 | 4  | 4  | 0  | Possível play-off          |     | 2–0 | —   | out | 0–2 | 1–1 | 0–0 |
| 3   | Benim         | 8   | 6 | 2 | 2 | 2 | 6  | 7  | −1 |                            |     | 0–2 | 1–0 | —   | 2–1 | set | set |
| 4   | Nigéria       | 7   | 6 | 1 | 4 | 1 | 7  | 6  | +1 |                            | 1–1 | set | out | —   | 1–1 | 1–1 |     |
| 5   | Lesoto        | 6   | 6 | 1 | 3 | 2 | 4  | 5  | −1 |                            | set | 0–1 | 0–0 | out | —   | out |     |
| 6   | Zimbabwe      | 4   | 6 | 0 | 4 | 2 | 5  | 9  | −4 |                            | out | set | 2–2 | 1–1 | 0–2 | —   |     |

### Grupo D
| Pos | Equipe     | Pts | J | V | E | D | GP | GC | SG | Classificado               |     |     |     |     |     |     |     |
| --- | ---------- | --- | - | - | - | - | -- | -- | -- | -------------------------- | --- | --- | --- | --- | --- | --- | --- |
| 1   | Cabo Verde | 13  | 6 | 4 | 1 | 1 | 7  | 5  | +2 | Copa do Mundo FIFA de 2026 |     | —   | set | 1–0 | 0–0 | 1–0 | out |
| 2   | Camarões   | 12  | 6 | 3 | 3 | 0 | 12 | 4  | +8 | Possível play-off          |     | 4–1 | —   | 3–1 | out | 3–0 | set |
| 3   | Líbia      | 8   | 6 | 2 | 2 | 2 | 6  | 7  | −1 |                            |     | out | 1–1 | —   | 1–1 | 2–1 | set |
| 4   | Angola     | 7   | 6 | 1 | 4 | 1 | 4  | 4  | 0  |                            | 1–2 | 1–1 | set | —   | set | 1–0 |     |
| 5   | Maurícia   | 5   | 6 | 1 | 2 | 3 | 6  | 10 | −4 |                            | set | out | out | 0–0 | —   | 2–1 |     |
| 6   | Essuatíni  | 2   | 6 | 0 | 2 | 4 | 4  | 9  | −5 |                            | 0–2 | 0–0 | 0–1 | out | 3–3 | —   |     |

### Grupo E
| Pos | Equipe   | Pts | J | V | E | D | GP | GC | SG  | Classificado               |     |       |       |       |       |       |       |
| --- | -------- | --- | - | - | - | - | -- | -- | --- | -------------------------- | --- | ----- | ----- | ----- | ----- | ----- | ----- |
| 1   | Marrocos | 15  | 5 | 5 | 0 | 0 | 14 | 2  | +12 | Copa do Mundo FIFA de 2026 |     | —     | set   | 2–0   | 2–1   | Canc. | Canc. |
| 2   | Níger    | 6   | 4 | 2 | 0 | 2 | 6  | 4  | +2  | Possível play-off          |     | 1–2   | —     | 0–1   | 2–1   | Canc. | Canc. |
| 3   | Tanzânia | 6   | 4 | 2 | 0 | 2 | 2  | 4  | −2  |                            |     | 0–2   | set   | —     | out   | Canc. | Canc. |
| 4   | Zâmbia   | 3   | 4 | 1 | 0 | 3 | 6  | 7  | −1  |                            | set | out   | 0–1   | —     | 4–2   | Canc. |       |
| 5   | Congo    | 0   | 3 | 0 | 0 | 3 | 2  | 13 | −11 | Suspenso                   |     | 0–6   | 0–3   | Canc. | Canc. | —     | Canc. |
| 6   | Eritreia | 0   | 0 | 0 | 0 | 0 | 0  | 0  | 0   | Retirou-se                 |     | Canc. | Canc. | Canc. | Canc. | Canc. | —     |

1. ↑  O Congo foi suspenso em 6 de fevereiro de 2025 devido à interferência do governo nas operações da FECOFOOT.[6][7] Embora nenhum anúncio sobre seu status no torneio tenha sido divulgado, a CAF cancelou suas partidas restantes.[8]
2. ↑  O Níger foi declarado como vencedor da partida por 3–0 por desistência depois que o Congo se recusou a viajar para a República Democrática do Congo, depois que o seu estádio regular foi considerado não apto a receber a partida.[9]
3. ↑  A Eritreia desistiu antes das primeiras partidas serem disputadas.[10]

### Grupo F
| Pos | Equipe          | Pts | J | V | E | D | GP | GC | SG  | Classificado               |     |     |     |     |     |     |     |
| --- | --------------- | --- | - | - | - | - | -- | -- | --- | -------------------------- | --- | --- | --- | --- | --- | --- | --- |
| 1   | Costa do Marfim | 16  | 6 | 5 | 1 | 0 | 14 | 0  | +14 | Copa do Mundo FIFA de 2026 |     | —   | 1–0 | Set | Out | 1–0 | 9–0 |
| 2   | Gabão           | 15  | 6 | 5 | 0 | 1 | 12 | 6  | +6  | Possível play-off          |     | Set | —   | Out | 2–1 | 3–2 | 3–0 |
| 3   | Burundi         | 10  | 6 | 3 | 1 | 2 | 13 | 7  | +6  |                            |     | 0–1 | 1–2 | —   | Out | 3–2 | 5–0 |
| 4   | Quénia          | 6   | 6 | 1 | 3 | 2 | 11 | 8  | +3  |                            | 0–0 | 1–2 | 1–1 | —   | Set | Set |     |
| 5   | Gâmbia (Z)      | 4   | 6 | 1 | 1 | 4 | 12 | 13 | −1  |                            | 0–2 | Out | Set | 3–3 | —   | 5–1 |     |
| 6   | Seicheles (Z)   | 0   | 6 | 0 | 0 | 6 | 2  | 30 | −28 |                            | Out | Set | 1–3 | 0–5 | Out | —   |     |

### Grupo G
| Pos | Equipe     | Pts | J | V | E | D | GP | GC | SG  | Classificado               |     |     |     |     |     |     |     |
| --- | ---------- | --- | - | - | - | - | -- | -- | --- | -------------------------- | --- | --- | --- | --- | --- | --- | --- |
| 1   | Argélia    | 15  | 6 | 5 | 0 | 1 | 16 | 6  | +10 | Copa do Mundo FIFA de 2026 |     | —   | 5–1 | Set | Out | 1–2 | 3–1 |
| 2   | Moçambique | 12  | 6 | 4 | 0 | 2 | 10 | 11 | −1  | Possível play-off          |     | 0–2 | —   | Set | 3–1 | Out | 2–1 |
| 3   | Botsuana   | 9   | 6 | 3 | 0 | 3 | 9  | 8  | +1  |                            |     | 1–3 | 2–3 | —   | Out | 1–0 | 2–0 |
| 4   | Uganda     | 9   | 6 | 3 | 0 | 3 | 6  | 7  | −1  |                            | 1–2 | Set | 1–0 | —   | 1–0 | Set |     |
| 5   | Guiné      | 7   | 6 | 2 | 1 | 3 | 4  | 5  | −1  |                            | Set | 0–1 | Out | 2–1 | —   | 0–0 |     |
| 6   | Somália    | 1   | 6 | 0 | 1 | 5 | 3  | 11 | −8  |                            | Out | Out | 1–3 | 0–1 | Set | —   |     |

### Grupo H
| Pos | Equipe                  | Pts | J | V | E | D | GP | GC | SG  | Classificado               |     |     |     |     |     |     |     |
| --- | ----------------------- | --- | - | - | - | - | -- | -- | --- | -------------------------- | --- | --- | --- | --- | --- | --- | --- |
| 1   | Tunísia                 | 16  | 6 | 5 | 1 | 0 | 9  | 0  | +9  | Copa do Mundo FIFA de 2026 |     | —   | out | set | 1–0 | 2–0 | 4–0 |
| 2   | Namíbia                 | 12  | 6 | 3 | 3 | 0 | 8  | 2  | +6  | Possível play-off          |     | 0–0 | —   | 1–1 | 1–1 | set | set |
| 3   | Libéria                 | 10  | 6 | 3 | 1 | 2 | 7  | 4  | +3  |                            |     | 0–1 | out | —   | 3–0 | 0–1 | 2–1 |
| 4   | Guiné Equatorial        | 7   | 6 | 2 | 1 | 3 | 4  | 8  | −4  |                            | set | 0–3 | out | —   | 1–0 | 2–0 |     |
| 5   | Malawi                  | 6   | 6 | 2 | 0 | 4 | 4  | 6  | −2  |                            | 0–1 | 0–1 | set | out | —   | 2–1 |     |
| 6   | São Tomé e Príncipe (E) | 0   | 6 | 0 | 0 | 6 | 2  | 14 | −12 |                            | out | 0–2 | 0–1 | set | out | —   |     |

1. 1 2  A Guiné Equatorial foi declarada como derrotada nas duas primeiras partidas do grupo por escalar um jogador inelegível. Originalmente os resultados das partidas foram Guiné Equatorial 1–0 Namíbia e Libéria 0–1 Guiné Equatorial.

### Grupo I
| Pos | Equipe                    | Pts | J | V | E | D | GP | GC | SG  | Classificado               |     |     |     |     |     |     |     |
| --- | ------------------------- | --- | - | - | - | - | -- | -- | --- | -------------------------- | --- | --- | --- | --- | --- | --- | --- |
| 1   | Gana                      | 15  | 6 | 5 | 0 | 1 | 15 | 5  | +10 | Copa do Mundo FIFA de 2026 |     | —   | out | 1–0 | set | 4–3 | 5–0 |
| 2   | Comores                   | 12  | 6 | 4 | 0 | 2 | 9  | 7  | +2  | Possível play-off          |     | 1–0 | —   | out | 0–3 | 4–2 | 1–0 |
| 3   | Madagascar                | 10  | 6 | 3 | 1 | 2 | 9  | 6  | +3  |                            |     | 0–3 | 2–1 | —   | 0–0 | set | set |
| 4   | Mali                      | 9   | 6 | 2 | 3 | 1 | 8  | 4  | +4  |                            | 1–2 | set | out | —   | 1–1 | 3–1 |     |
| 5   | República Centro-Africana | 5   | 6 | 1 | 2 | 3 | 8  | 13 | −5  |                            | out | set | 1–4 | 0–0 | —   | 1–0 |     |
| 6   | Chade                     | 0   | 6 | 0 | 0 | 6 | 1  | 15 | −14 |                            | set | 0–2 | 0–3 | out | out | —   |     |

### Classificação dos segundos colocados
Nem a CAF nem a FIFA fizeram um anúncio oficial sobre como a desistência da Eritreia ou a suspensão do Congo afetarão a classificação dos segundos colocados do grupo, já que nem todos os grupos têm o mesmo número de equipes.
| Pos | Grp | Equipe         | Pts | J | V | E | D | GP | GC | SG | Classificado |
| --- | --- | -------------- | --- | - | - | - | - | -- | -- | -- | ------------ |
| 1   | F   | Gabão          | 15  | 6 | 5 | 0 | 1 | 12 | 6  | +6 | Play-off     |
| 2   | D   | Camarões       | 12  | 6 | 3 | 3 | 0 | 12 | 4  | +8 | Play-off     |
| 3   | B   | Senegal        | 12  | 6 | 3 | 3 | 0 | 8  | 1  | +7 | Play-off     |
| 4   | H   | Namíbia        | 12  | 6 | 3 | 3 | 0 | 8  | 2  | +6 | Play-off     |
| 5   | I   | Comores        | 12  | 6 | 4 | 0 | 2 | 9  | 7  | +2 |              |
| 6   | G   | Moçambique     | 12  | 6 | 4 | 0 | 2 | 10 | 11 | −1 |              |
| 7   | A   | Burquina Fasso | 11  | 6 | 3 | 2 | 1 | 13 | 7  | +6 |              |
| 8   | C   | Ruanda         | 8   | 6 | 2 | 2 | 2 | 4  | 4  | 0  |              |
| 9   | E   | Níger          | 6   | 4 | 2 | 0 | 2 | 6  | 4  | +2 |              |

## Play-off
Os quatro melhores segundo colocados de cada grupo serão sorteados para as play-offs para determinar o único representante da CAF nos play-offs entre confederações. Serão disputadas um total de três partidas.

### Chaveamento
|  | Semifinais | Semifinais |   |  | Final | Final |  |
|  |            |            |   |  |       |       |  |
|  |            |            |   |  |       |       |  |
|  |            | –          |   |  |       |       |  |
|  |            | –          |   |  |       |       |  |
|  |            |            |   |  |       |       |  |
|  |            |            |   |  |       |       |  |
|  |            |            |   |  |       | –     |  |
|  |            |            | – |  |       |       |  |
|  |            |            |   |  |       |       |  |
|  |            |            |   |  |       |       |  |
|  |            |            |   |  |       |       |  |
|  |            |            |   |  |       |       |  |
|  |            | –          |   |  |       |       |  |
|  |            | –          |   |  |       |       |  |

### Semifinais
| novembro de 2025 |  | – |  |  |
| --:--            |  |   |  |  |

| novembro de 2025 |  | – |  |  |
| --:--            |  |   |  |  |

### Final
| novembro de 2025 |  | – |  |  |
| --:--            |  |   |  |  |

## Play-offs entre confederações
O vencedor do play-off se juntará a um time da AFC, CONMEBOL e OFC e dois da CONCACAF nos play-offs entre confederações. As equipes serão classificadas de acordo com o Ranking Mundial da FIFA, com as quatro equipes com pior classificação jogando em duas partidas de eliminação simples. Os vencedores enfrentarão as duas equipes mais bem classificadas em outro conjunto de partidas de eliminação única, com os vencedores dessas partidas se classificando para a Copa do Mundo FIFA de 2026.